# ویتنل
ویتنل (به انگلیسی: Withnell) یک روستا و محله مدنی در بریتانیا است که در منطقه مستقل چورلی واقع شده‌است. ویتنل ۳٬۴۹۸ نفر جمعیت دارد.